# Pnigomenus kuschell
Pnigomenus kuschell is een keversoort uit de familie boktorren (Cerambycidae). De wetenschappelijke naam van de soort is voor het eerst geldig gepubliceerd in 1951 door Bosq.